# Titan (luna)
Titan (grško starogrško Τῑτάν: Titán) je največji Saturnov naravni satelit in drugi največji naravni satelit v Osončju. Je tudi edini satelit v Osončju z lastno atmosfero. Leta 1655 ga je odkril Christian Huygens. Večji od njega je le Jupitrov satelit Ganimed. 

## Odkrivanje Titana
Prvi je na nočnem nebu zagledal Titan s svojim majhnim teleskopom Christian Huygens. Več kot 300 let kasneje je mimo Titana letela sonda Voyager 1 in ga videla kot veliko rumenkasto kroglo. Ta luna je začela ljudi precej zanimati, zato so pri Nasi začeli pripravljati odpravo na Saturn in Titan, z imenom Cassini-Huygens.
Leta 1997 so v vesolje za pot proti Saturnu in Titanu poslali sondo Cassini-Huygens. Cassini je sonda, namenjena raziskovanju Saturna, Huygens pa je manjša naprava, opremljena s kamerami in raznimi detektorji za raziskovanje Titana. Huygens je svojo nalogo opravil že 14. januarja 2005.

## Podatki o luni
Titan ima atmosfero pretežno iz dušika s sledovi metana. Huygens je odkril rečne struge ki jih je najbrž ustvaril tekoči metan. Na južnem polu je tudi nekaj velikih jezer ogljikovodikov.